# Inostemma anamalaianum
Inostemma anamalaianum är en stekelart som beskrevs av Durgadas Mukerjee 1981. Inostemma anamalaianum ingår i släktet Inostemma och familjen gallmyggesteklar. Inga underarter finns listade i Catalogue of Life.